# Flor (Söderhamn)
Flor is een plaats in de gemeente Söderhamn in het landschap Hälsingland en de provincie Gävleborgs län in Zweden. De plaats heeft 55 inwoners (2005) en een oppervlakte van 16 hectare. Flor ligt vlak aan het meer Florsjön en wordt voor de rest omringd door zowel landbouwgrond als naaldbos, ook loopt de rivier de Fårgeriån vlak langs de plaats. De stad Söderhamn ligt zo'n twintig kilometer ten oosten van het dorp.